# Make Me a Supermodel
Make Me a Supermodel is een Brits televisieprogramma op Five. In dit televisieprogramma zoekt men een mannelijk of vrouwelijk persoon die model wil worden bij modellenbureau Select. De kandidaten moeten onder meer poseren en op de catwalk lopen. Elke aflevering nomineren de juryleden twee kandidaten, een van hen wordt na elke aflevering ook daadwerkelijk geëlimineerd.

## Trivia
- In Nederland wordt het programma op Net5 uitgezonden.